# Escultura da Suécia
A escultura chegou relativamente tarde à Suécia, em comparação com países como a Itália, a Holanda e a França. Após um período de peças com intenções moralistas e patrióticas, representando reis, homens famosos e figuras mitológicas, uma nova era se abriu com enorme variação, com foco nas mulheres, nas crianças e nos animais, assim como em peças abstratas e não-figurativas.
Esculturas clássicas

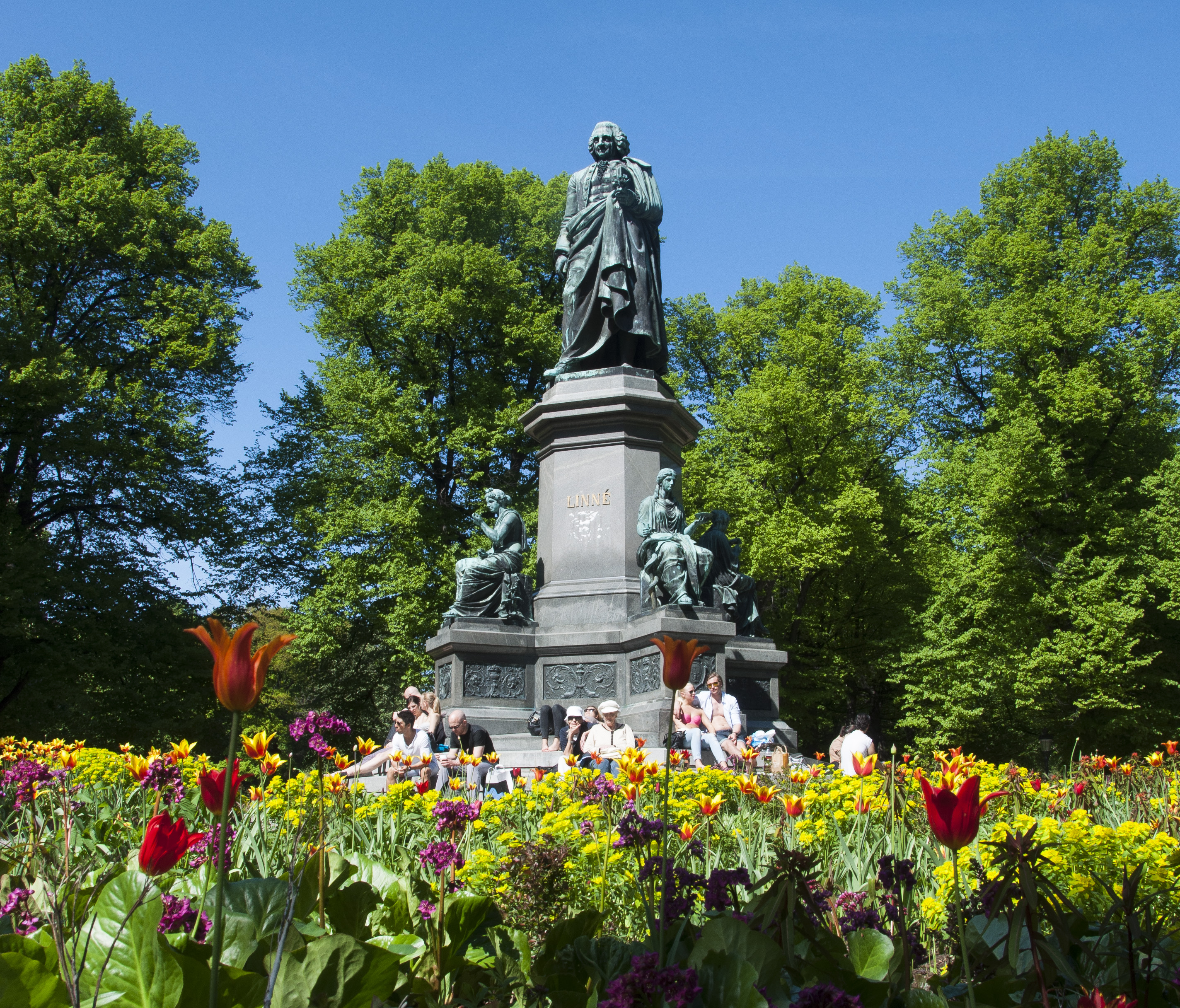
Linnémonumentet (Monumento a Lineu) Fritjof Kjellberg, 1885 Estocolmo
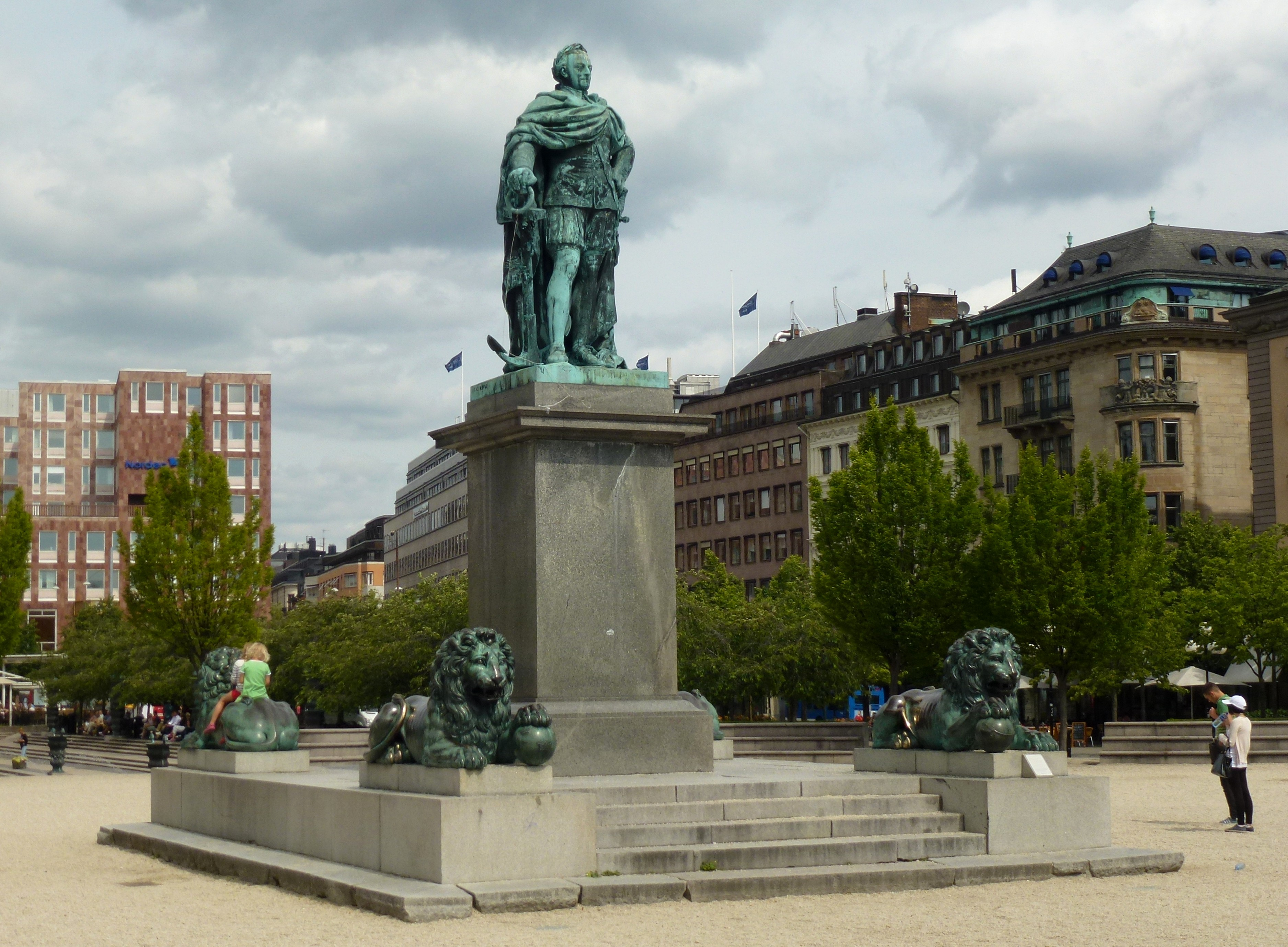
Karl XIII (Carlos XIII) Erik Gustaf Göthe, 1821 Estocolmo
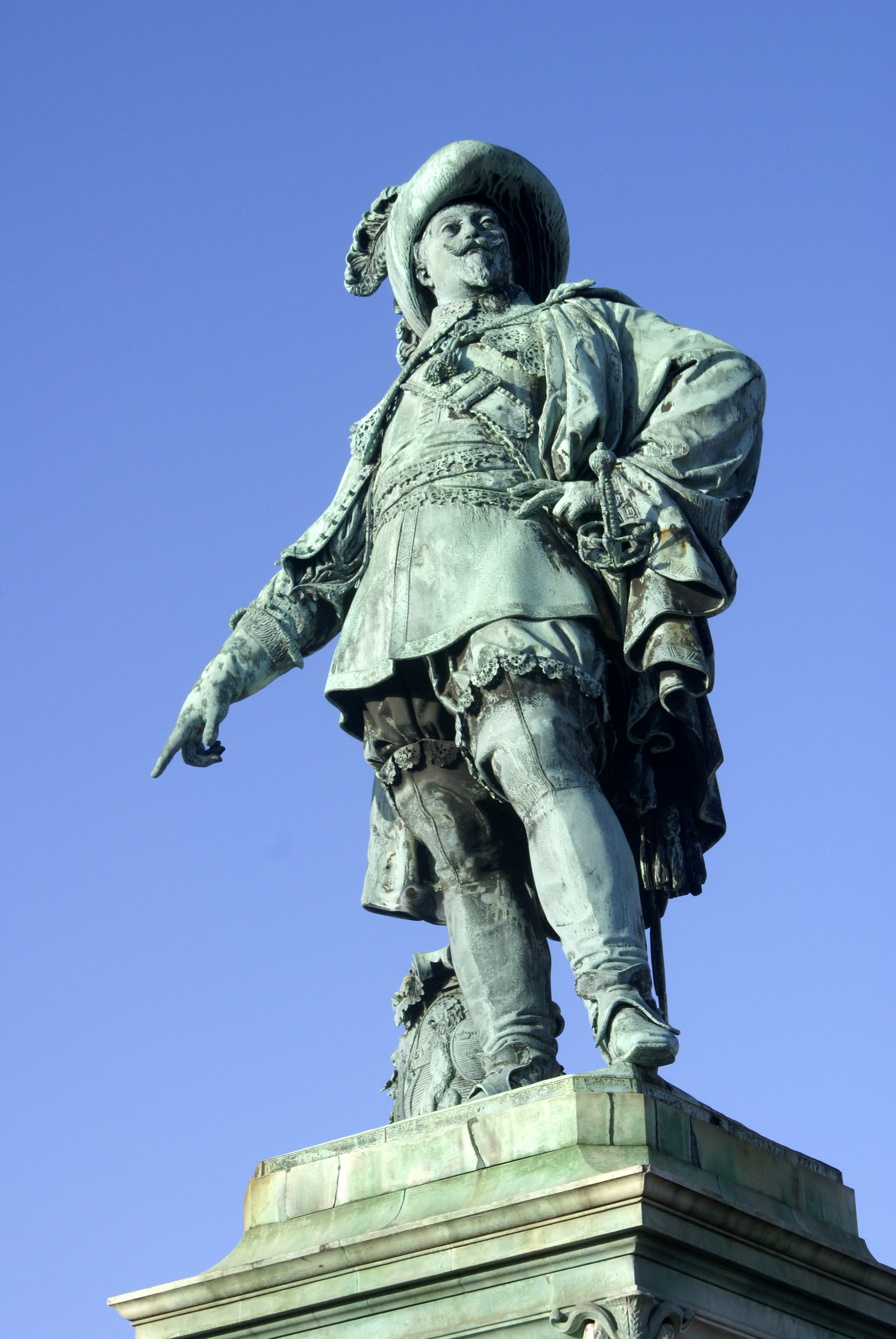
Gustav II Adolf (Gustavo II Adolfo) Bengt Fogelberg, 1854 Gotemburgo
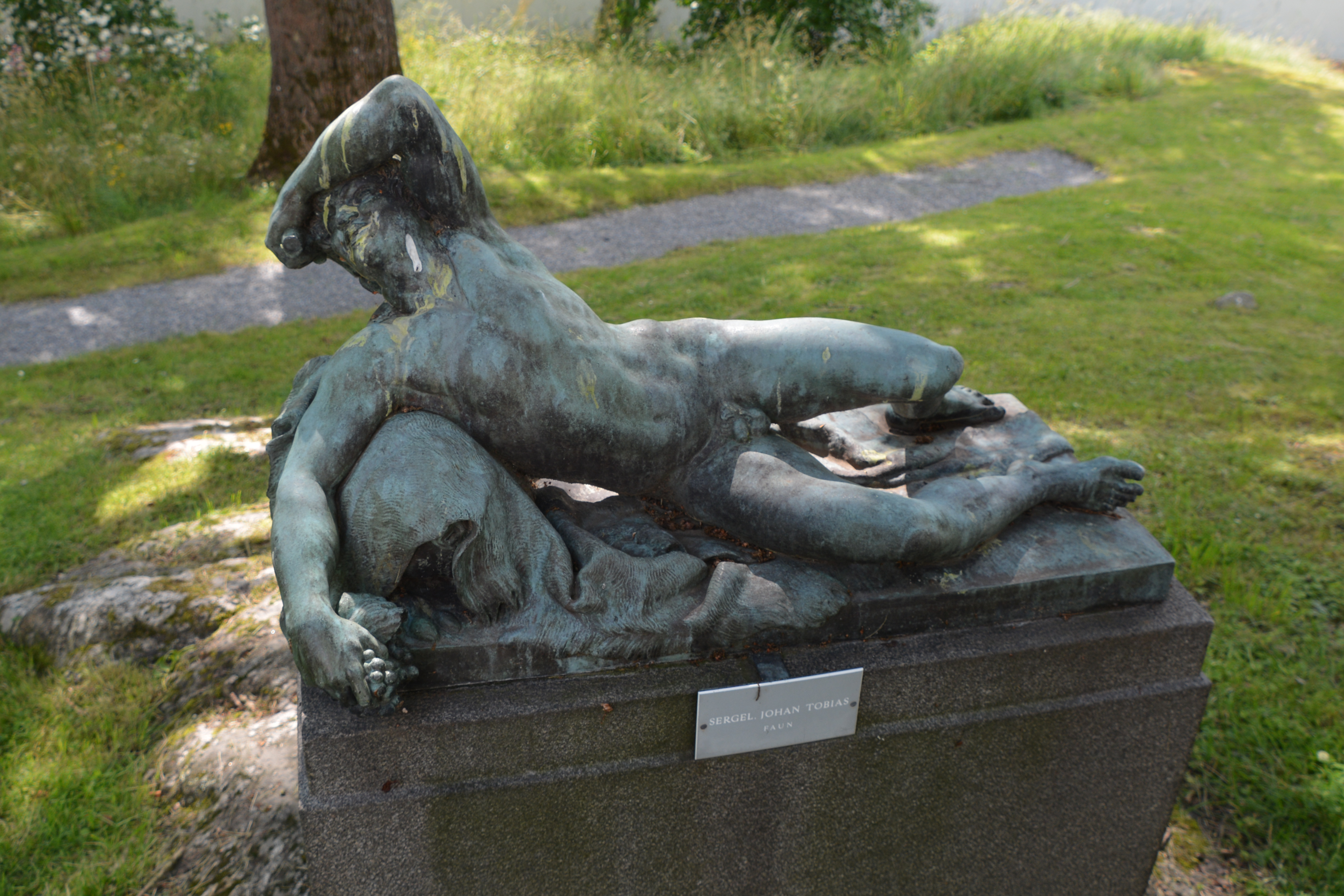
Faun (Fauno) Johan Tobias Sergel Galeria Thielska, Estocolmo
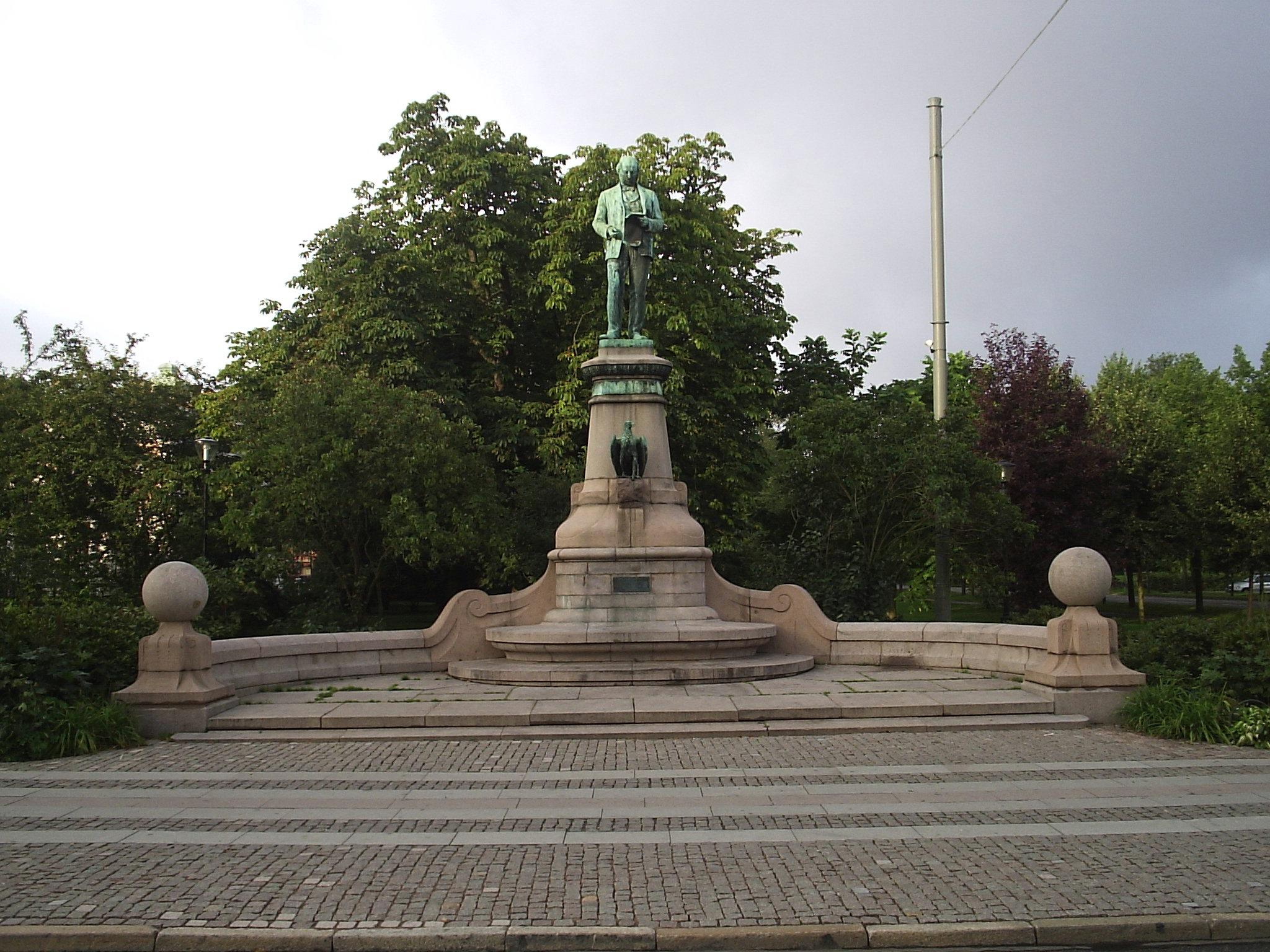
John Ericsson (John Ericsson) Ingel Fallstedt Gotemburgo
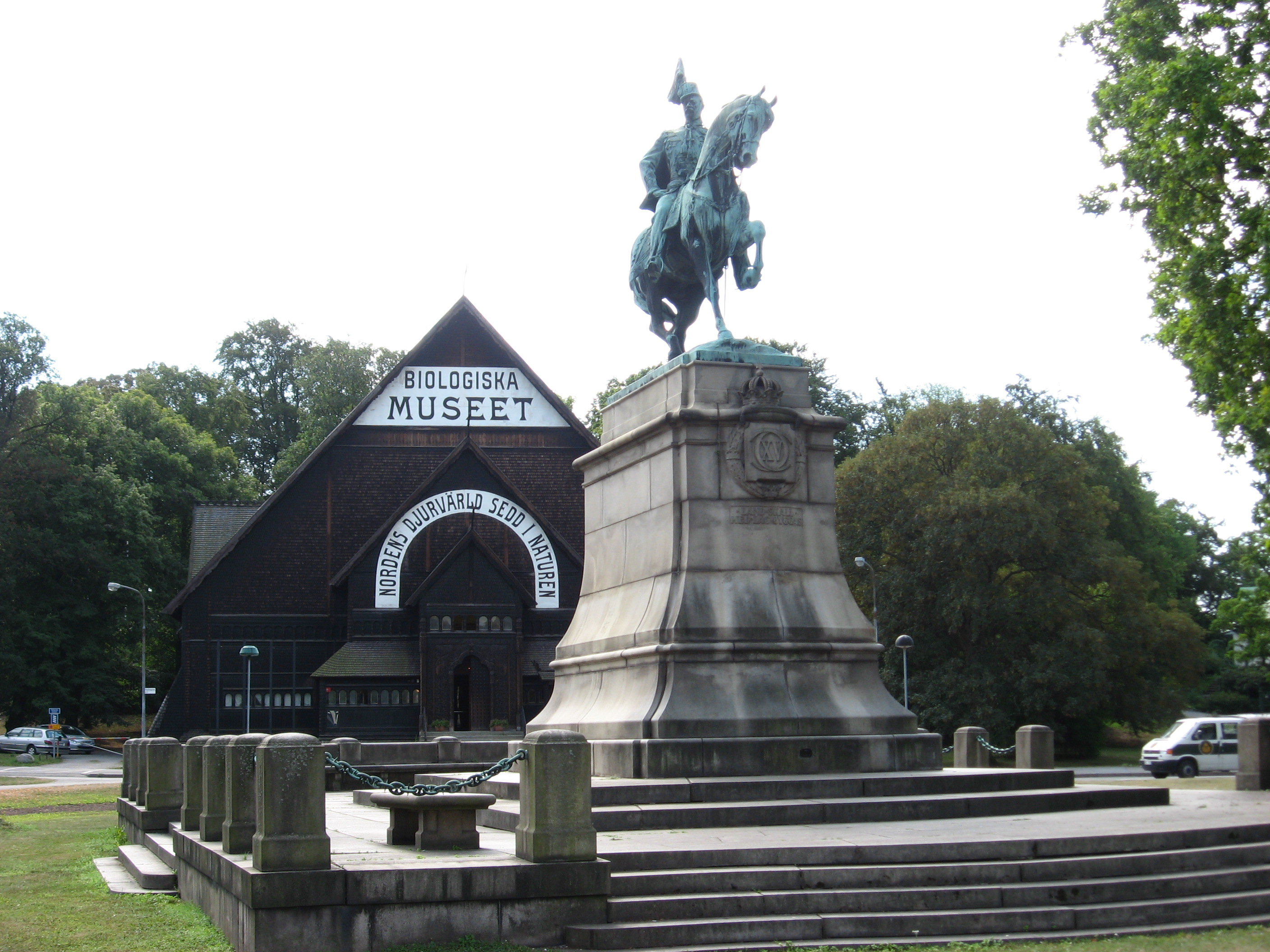
Karl V (Carlos XV) Charles Friberg Estocolmo

As novas esculturas
- Ungdom
(A Juventude)
Carl Eldh
Liseberg, Gotemburgo
- Guds hand
(A mão de Deus)
Carl Milles
Millesgården, Lidingö
- Björnen
(O urso)
Aline Magnusson
Sydney, Austrália
- Rabbit crossing
(Travessia dos coelhos)
Eva Fornåå, 2005
Canal de Gota, Söderköping[3]
- Balanskonstnären
(O artista equilibrista)
Folke Fjällström
Samiska skulpturparken, Jokkmokk
- Kan du inte tala?
(Não sabes falar?)
Princesa Eugênia da Suécia, 1850
- Nimis
Lars Vilks
Kullaberg
- Optimistorkestern
(A orquestra dos otimistas)
Yngve Lundell
Malmö
- Walking to Borås
(A caminho de Borås)
Jim Dine
Borås [4]

Alguns escultores
- Johan Tobias Sergel (1740-1814)
- Bengt Fogelberg (1786-1854)
- Per Hasselberg (1850-1894)
- Christian Eriksson (1858-1935)
- Carl Eldh (1873-1954)
- Carl Milles (1875-1955)
- Kajsa Mattas (1948-)
- Liss Annika Söderström (1949-)
- Gunnila Bandolin (1954-)

Museus com escultura

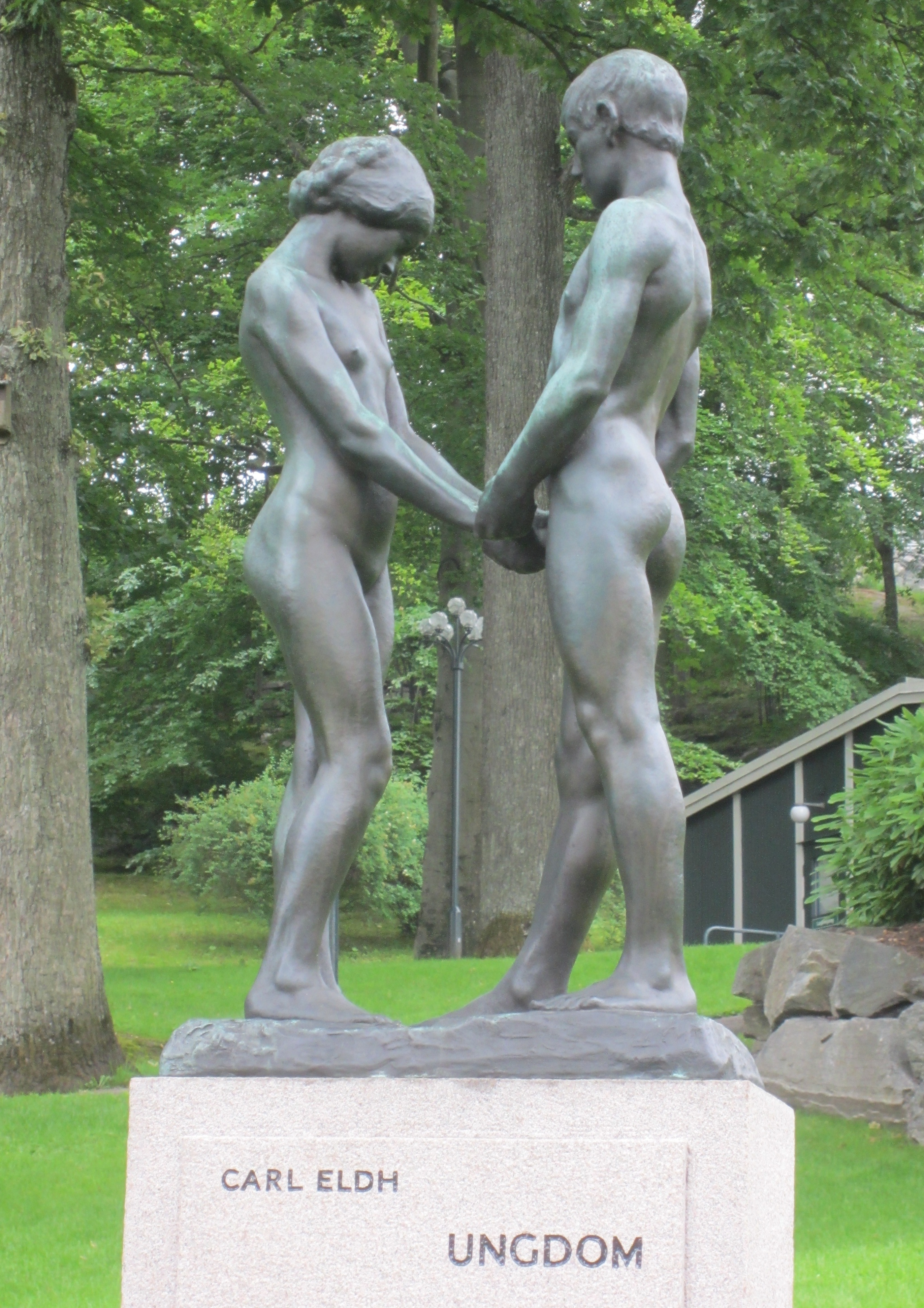
Ungdom (A Juventude) Carl Eldh Liseberg, Gotemburgo
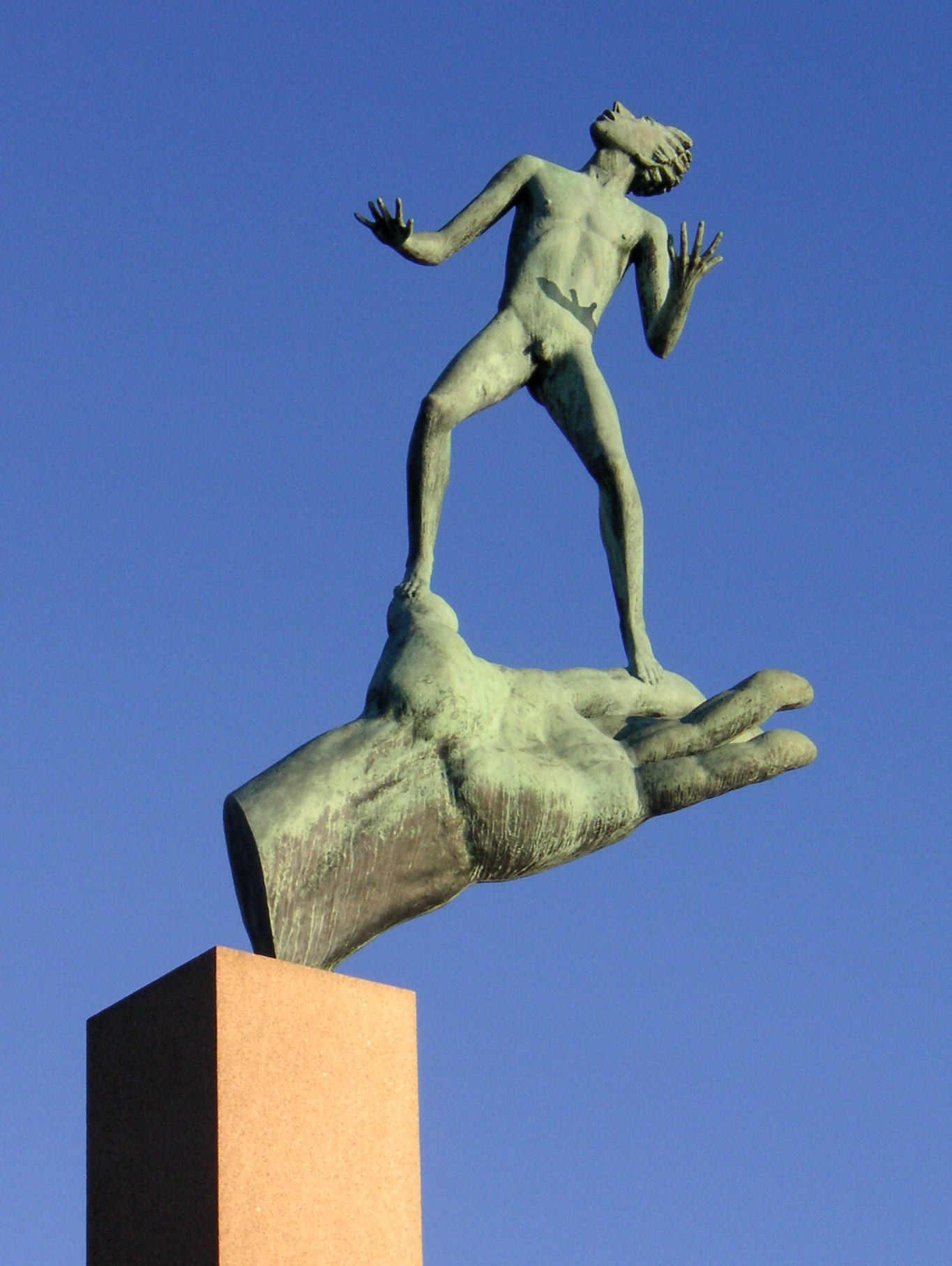
Guds hand (A mão de Deus) Carl Milles Millesgården, Lidingö
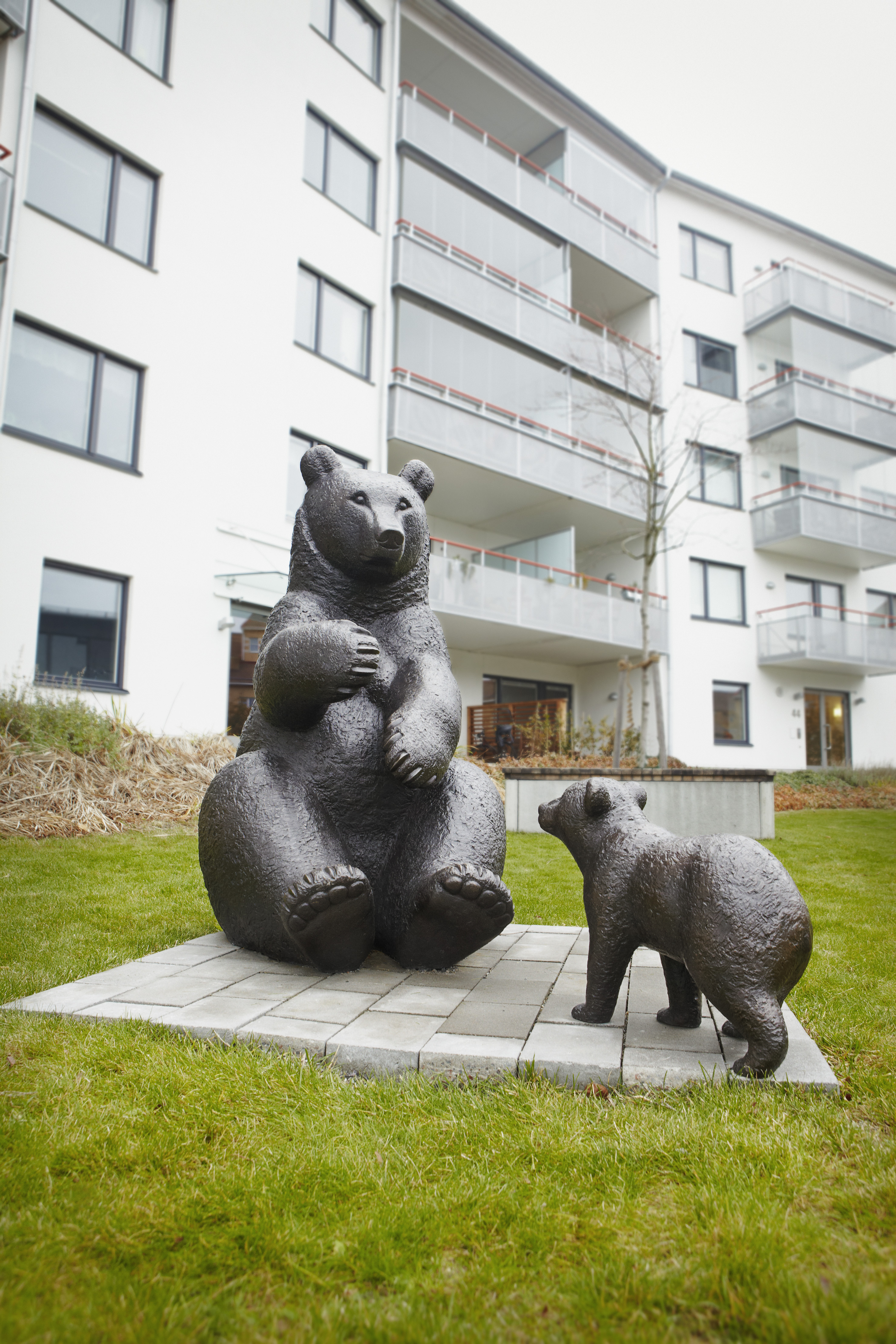
Björnen (O urso) Aline Magnusson Sydney, Austrália
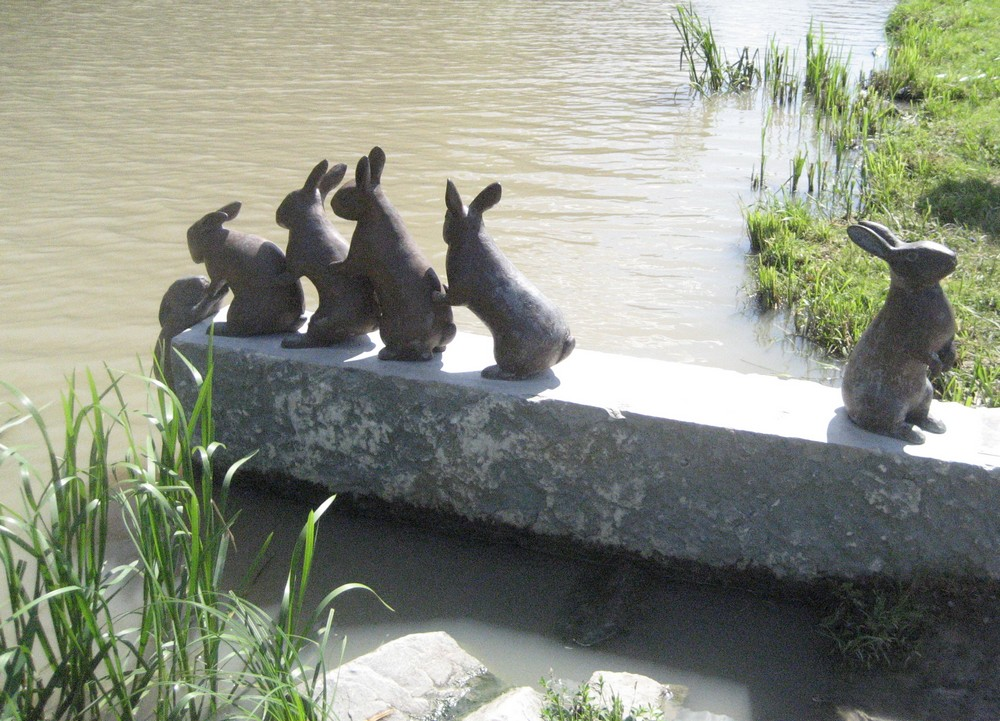
Rabbit crossing (Travessia dos coelhos) Eva Fornåå, 2005 Canal de Gota, Söderköping
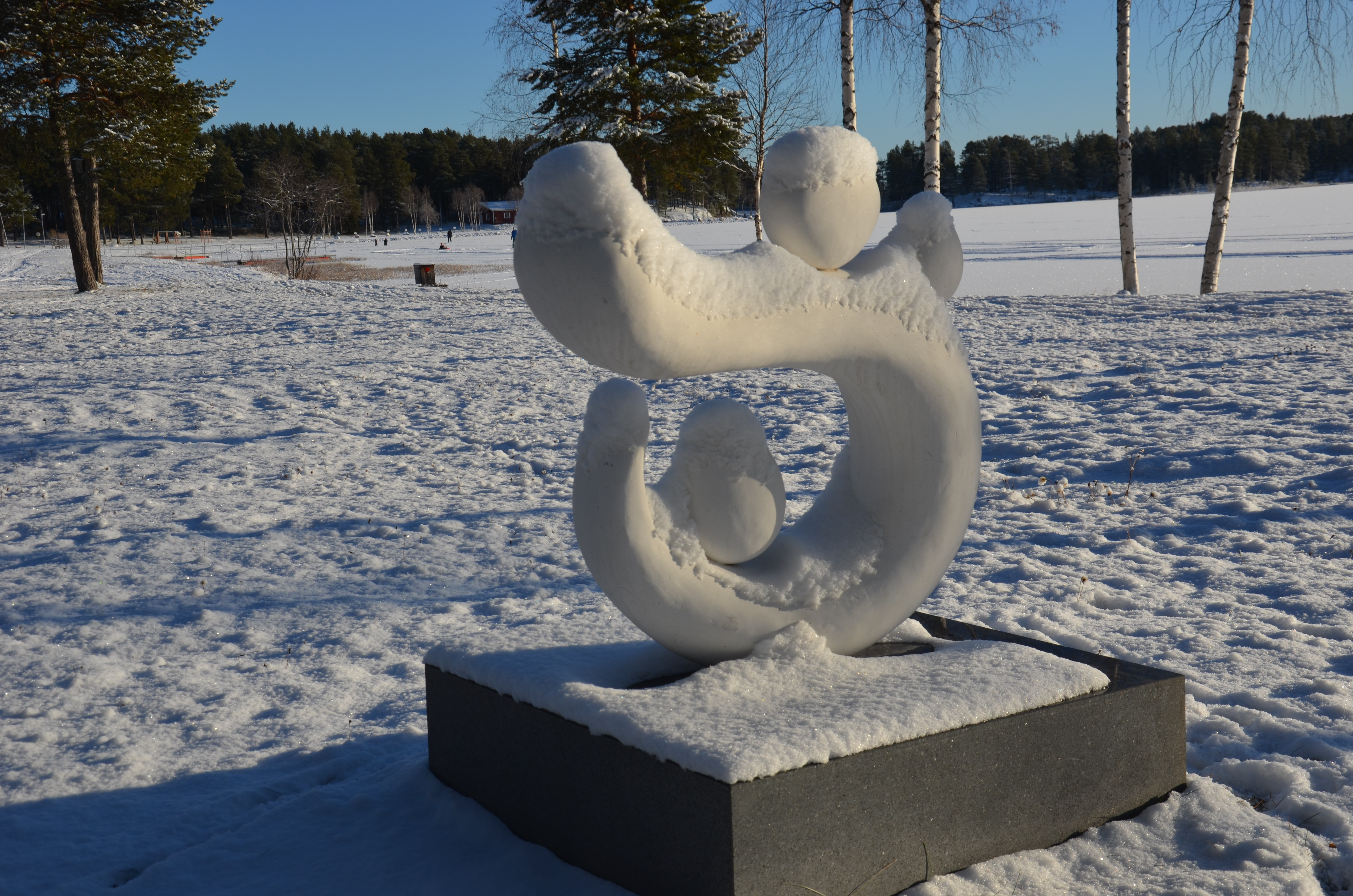
Balanskonstnären (O artista equilibrista) Folke Fjällström Samiska skulpturparken, Jokkmokk
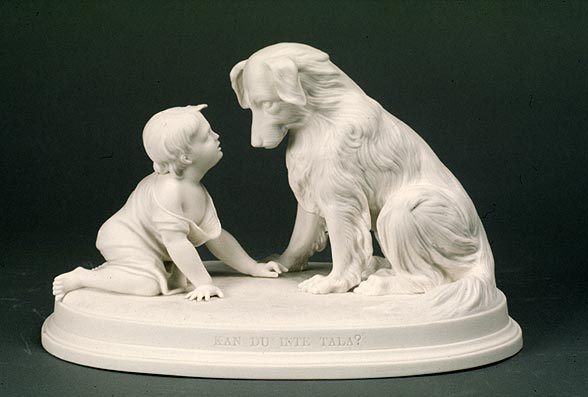
Kan du inte tala? (Não sabes falar?) Princesa Eugênia da Suécia, 1850
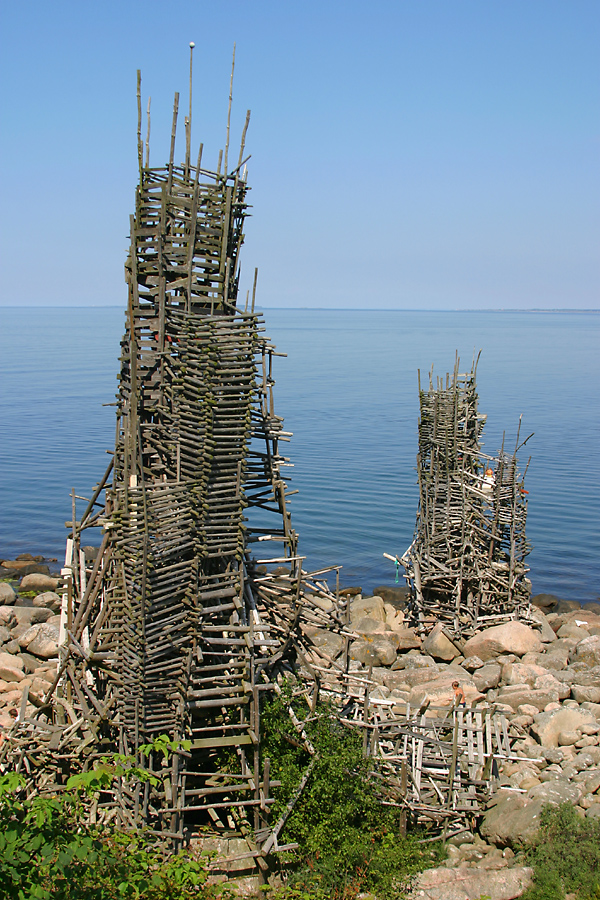
Nimis Lars Vilks Kullaberg
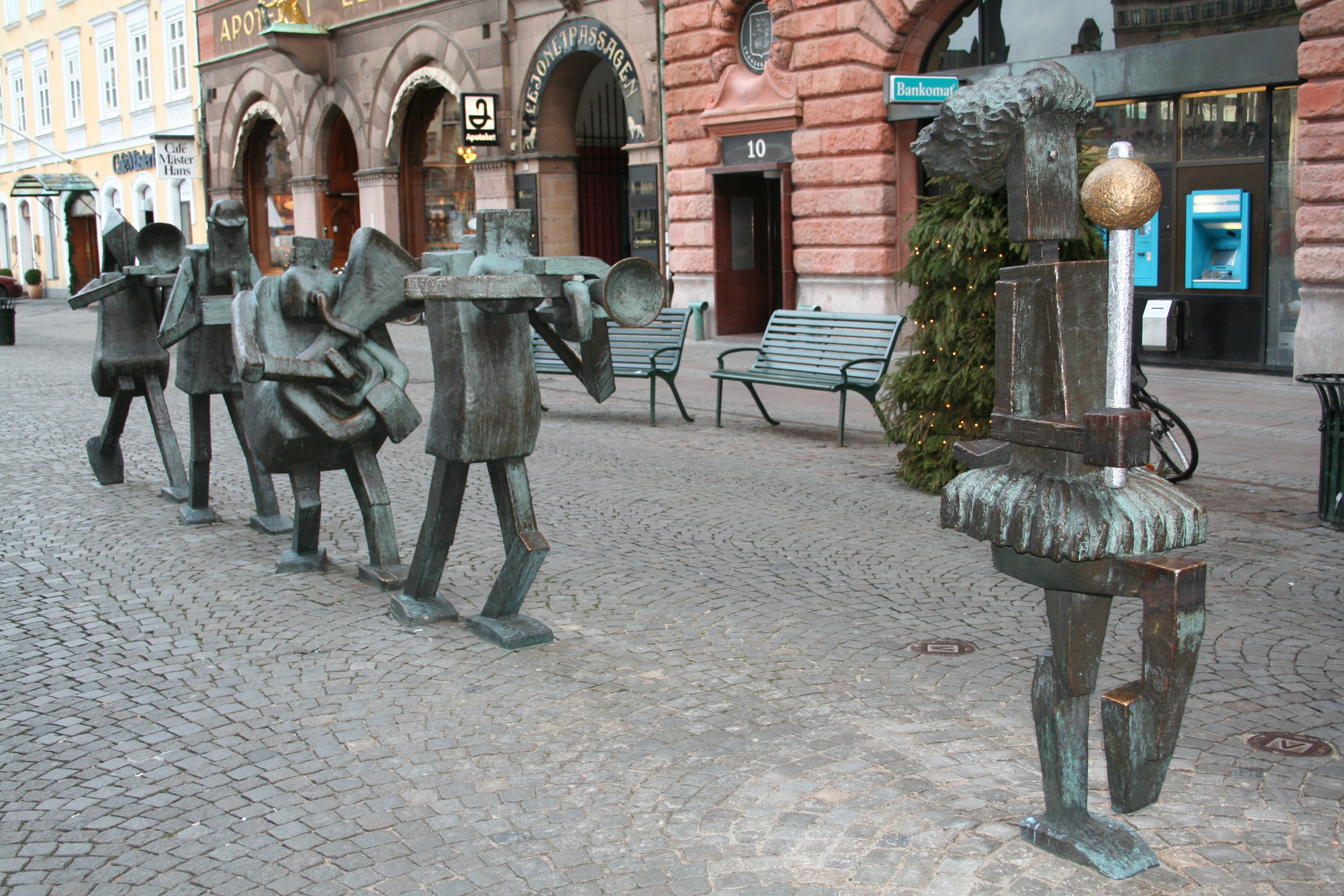
Optimistorkestern (A orquestra dos otimistas) Yngve Lundell Malmö
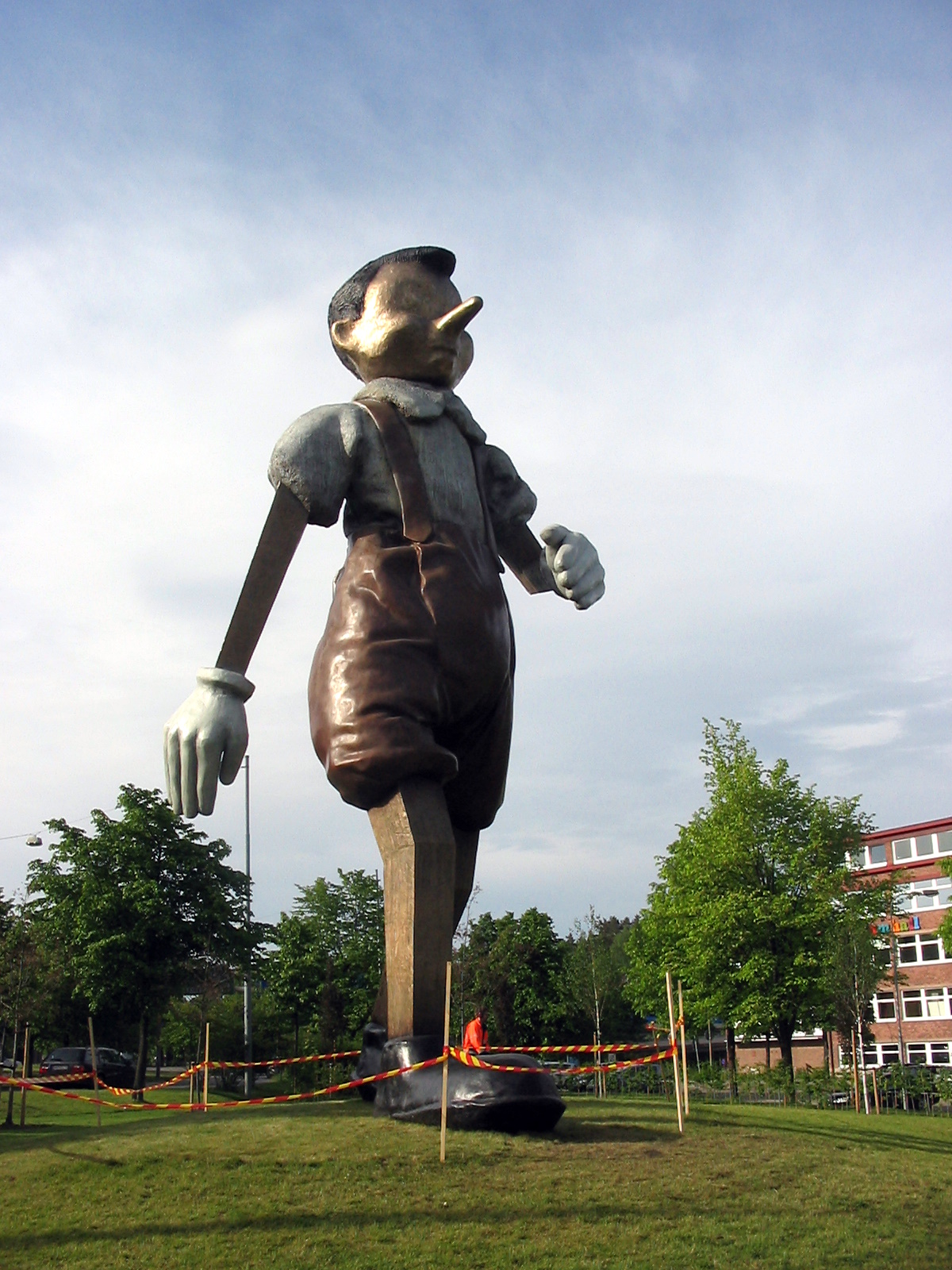
Walking to Borås (A caminho de Borås) Jim Dine Borås

- Thielska Galleriet (Galeria Thielska)
- Carl Eldhs Ateljémuseum (Museu Ateliê de Carl Eldh), Estocolmo [5]
- Millesgården (Galeria Milles), Estocolmo [6]
- Stora skulpturmagasinet (Grande Depósito de Esculturas), Academia Real de Artes da Suécia, Estocolmo [7]
- Nationalmuseum (Museu Nacional de Belas-Artes da Suécia), Estocolmo

Parques de escultura
- Skulptur i Pilane (Parque de Escultura de Pilane), Tjörn [8]
- Samiska skulpturparken (Parque de Escultura Lapónica), Jokkmokk